# Fourbanne
Fourbanne ist eine französische Gemeinde mit 161 Einwohnern (Stand: 1. Januar 2022) im Département Doubs in der Region Bourgogne-Franche-Comté.

## Geographie
Fourbanne liegt auf 264 m, fünf Kilometer westsüdwestlich von Baume-les-Dames und etwa 23 Kilometer ostnordöstlich der Stadt Besançon (Luftlinie). Das Dorf erstreckt sich im Doubstal auf der rechten nördlichen Seite des Flusses, in den äußersten nordwestlichen Höhenzügen des Juras, am Nordfuß der Côte (Jura-Randkette).
Die Fläche des 1,97 km² großen Gemeindegebiets umfasst einen Abschnitt des Doubstals. Der Doubs fließt hier mit mehreren Windungen durch eine meist rund 500 m breite flache Talaue nach Westsüdwesten und bildet gleichzeitig die Wasserstraße des Rhein-Rhône-Kanals. Das Tal ist tief eingeschnitten zwischen den Höhenzügen des Systems der Jura-Randkette. Es ist von steilen Hängen flankiert, die Felswände, Höhlen und Quellen zeigen. Vom Flusslauf, der südlichen Grenze, erstreckt sich das Gemeindeareal nordwärts über die Talaue und einen rund 50 bis 80 m hohen Steilhang, der verschiedenenorts von Felsen durchzogen wird, bis auf das angrenzende Plateau von Grosbois. Hier wird mit 386 m die höchste Erhebung von Fourbanne erreicht.
Nachbargemeinden von Fourbanne sind Grosbois im Norden, Baume-les-Dames und Esnans im Osten, Ougney-Douvot im Süden sowie Séchin im Westen.

## Geschichte
Im Mittelalter gehörte Fourbanne zur Kastlanei Baume-les-Dames. Zusammen mit der Franche-Comté gelangte das Dorf mit dem Frieden von Nimwegen 1678 definitiv an Frankreich.

## Bevölkerung
| Jahr                       | 1962 | 1968 | 1975 | 1982 | 1990 | 1999 | 2018 |
| Einwohner                  | 38   | 38   | 38   | 64   | 60   | 96   | 173  |
| Quellen: Cassini und INSEE |      |      |      |      |      |      |      |

Mit 161 Einwohnern (Stand 1. Januar 2022) gehört Fourbanne zu den kleinen Gemeinden des Départements Doubs. Nachdem die Einwohnerzahl in der ersten Hälfte des 20. Jahrhunderts abgenommen hatte (1911 wurden noch 78 Personen gezählt), wurde seit Mitte der 1970er Jahre ein deutliches Bevölkerungswachstum verzeichnet. Seither hat sich die Einwohnerzahl mehr als vervierfacht.

## Wirtschaft und Infrastruktur

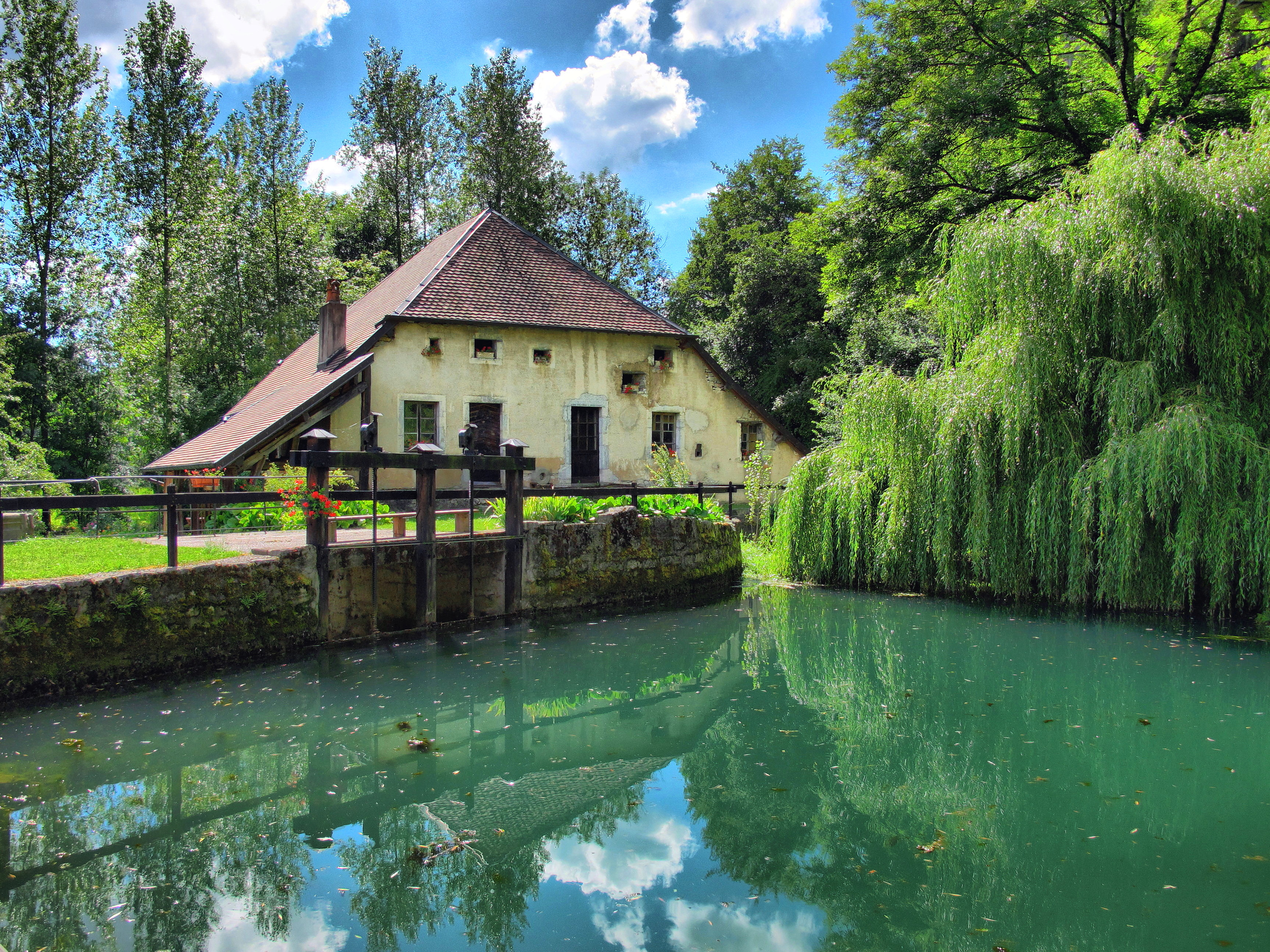
Wassermühle in Fourbanne

Fourbanne war bis weit ins 20. Jahrhundert hinein ein vorwiegend durch die Landwirtschaft (Ackerbau, Obstbau und Viehzucht) geprägtes Dorf. Im 19. Jahrhundert wurde die Wasserkraft des Doubs für den Betrieb einer Mühle genutzt. Noch heute leben die Bewohner zur Hauptsache von der Tätigkeit im ersten Sektor. Außerhalb des primären Sektors gibt es nur wenige Arbeitsplätze im Dorf. Einige Erwerbstätige sind auch Wegpendler, die in den umliegenden größeren Ortschaften ihrer Arbeit nachgehen.
Die Ortschaft liegt abseits der größeren Durchgangsstraßen. Die einzige Zufahrt erfolgt von Grosbois an der Hauptstraße N83, die von Besançon nach Montbéliard führt. Der nächste Anschluss an die Autobahn A36 befindet sich in einer Entfernung von ungefähr zehn Kilometern.